# Pakistanische Rugby-Union-Nationalmannschaft
Die pakistanische Rugby-Union-Nationalmannschaft vertritt Pakistan in der Sportart Rugby Union. Sie gehört der dritten Stärkeklasse (third tier) an.

## Geschichte
Am 30. Oktober 2003 spielte die pakistanische Nationalmannschaft das erste offizielle Spiel seiner Geschichte gegen Indien, das mit 15:52 verloren wurde.
Das Team wurde Vierter in der zweiten Division des Asian Five Nations 2008, dabei gingen beide Spiele gegen Malaysia mit 5:30 und gegen Indien mit 0:92 verloren. Die Niederlage gegen Indien ist die höchste Niederlage in der Geschichte des pakistanischen Rugby. 

## Länderspiele
| Land                | Spiele | Gewonnen | Verloren | Unentschieden |
| ------------------- | ------ | -------- | -------- | ------------- |
| Volksrepublik China | 1      | 0        | 1        | 0             |
| Guam                | 1      | 1        | 0        | 0             |
| Indien              | 5      | 0        | 5        | 0             |
| Macau               | 1      | 0        | 1        | 0             |
| Malaysia            | 1      | 0        | 1        | 0             |
| Philippinen         | 1      | 1        | 0        | 0             |
| Sri Lanka           | 1      | 0        | 1        | 0             |
| Taiwan              | 1      | 0        | 1        | 0             |
| Thailand            | 1      | 0        | 1        | 0             |
| Total               | 13     | 2        | 11       | 0             |

## Ergebnisse bei Weltmeisterschaften
- Weltmeisterschaft 1987: nicht teilgenommen
- Weltmeisterschaft 1991: nicht teilgenommen
- Weltmeisterschaft 1995: nicht teilgenommen
- Weltmeisterschaft 1999: nicht teilgenommen
- Weltmeisterschaft 2003: nicht teilgenommen
- Weltmeisterschaft 2007: nicht teilgenommen